# KBS 2TV 주간 드라마
KBS 2TV 주간 드라마는 KBS 2TV에서 방송되었던 드라마 프로그램이었다.

## 경쟁 프로그램
- MBC 주간 드라마
- SBS 주간 드라마
- TV 조선 주간 드라마
- JTBC 주간 드라마
- 채널A 주간 드라마
- tvN 주간 드라마
- ENA 주간 드라마

## 같이 보기
- KBS 2TV 월요 드라마
- KBS 2TV 화요 드라마
- KBS 2TV 수요 드라마
- KBS 2TV 목요 드라마
- KBS 2TV 금요 드라마
- KBS 2TV 토요 드라마
- KBS 2TV 일요 드라마